# Lino Aguirre García
Lino Aguirre García (Mezticacán, 23 settembre 1895 – Culiacán, 20 febbraio 1975) è stato un vescovo cattolico messicano.

## Biografia
Ordinato prete nel 1919, nel 1944 fu nominato vescovo di Sinaloa; la diocesi nel 1959 prese il nome di Culiacán.
Nel 1953 fondò la congregazione delle suore missionarie francescane di Guadalupe.
Fu trasferito alla sede titolare di Acque Flavie nel 1969, dalla quale si dimise nel 1970.

## Genealogia episcopale
La genealogia episcopale è:
- Cardinale Scipione Rebiba
- Cardinale Giulio Antonio Santori
- Cardinale Girolamo Bernerio, O.P.
- Arcivescovo Galeazzo Sanvitale
- Cardinale Ludovico Ludovisi
- Cardinale Luigi Caetani
- Cardinale Ulderico Carpegna
- Cardinale Paluzzo Paluzzi Altieri degli Albertoni
- Papa Benedetto XIII
- Papa Benedetto XIV
- Cardinale Enrico Enriquez
- Arcivescovo Manuel Quintano Bonifaz
- Cardinale Buenaventura Córdoba Espinosa de la Cerda
- Cardinale Giuseppe Maria Doria Pamphilj
- Papa Pio VIII
- Papa Pio IX
- Arcivescovo José María Ignacio Montes de Oca y Obregón
- Arcivescovo Próspero María Alarcón y Sánchez de la Barquera
- Arcivescovo Francisco Orozco y Jiménez
- Cardinale José Garibi y Rivera
- Vescovo Lino Aguirre García